# Allmän gräsbladstekel
Allmän gräsbladstekel (Dolerus pratensis) är en stekelart som först beskrevs av Carl von Linné 1758.  Dolerus pratensis ingår i släktet Dolerus, och familjen bladsteklar. Arten är reproducerande i Sverige.